# De Rozeboom
De Rozeboom is een korenmolen in Krabbendijke in de Nederlandse gemeente Reimerswaal. De molen werd in 1862 gebouwd en is vernoemd naar Jan Rosier, de eerste molenaar. Aanvankelijk beschikte de molen over een inmiddels verwijderd pelwerk. De molen is in bedrijf geweest tot 1947.
In het verleden is de molen ooit zwart geteerd geweest, waar later een witte pleisterlaag op is aangebracht. Bij een restauratie in 1968 werd dit hersteld. Tevens werd het gaande werk gedeeltelijk gerestaureerd en werd de platte kap vervangen door een standaard Zuid-Hollandse poldermolen-kap.